# Argythamnia heteropilosa
Argythamnia heteropilosa är en törelväxtart som beskrevs av John William Ingram. Argythamnia heteropilosa ingår i släktet Argythamnia och familjen törelväxter. Inga underarter finns listade i Catalogue of Life.